# 후쿠오카 공항역

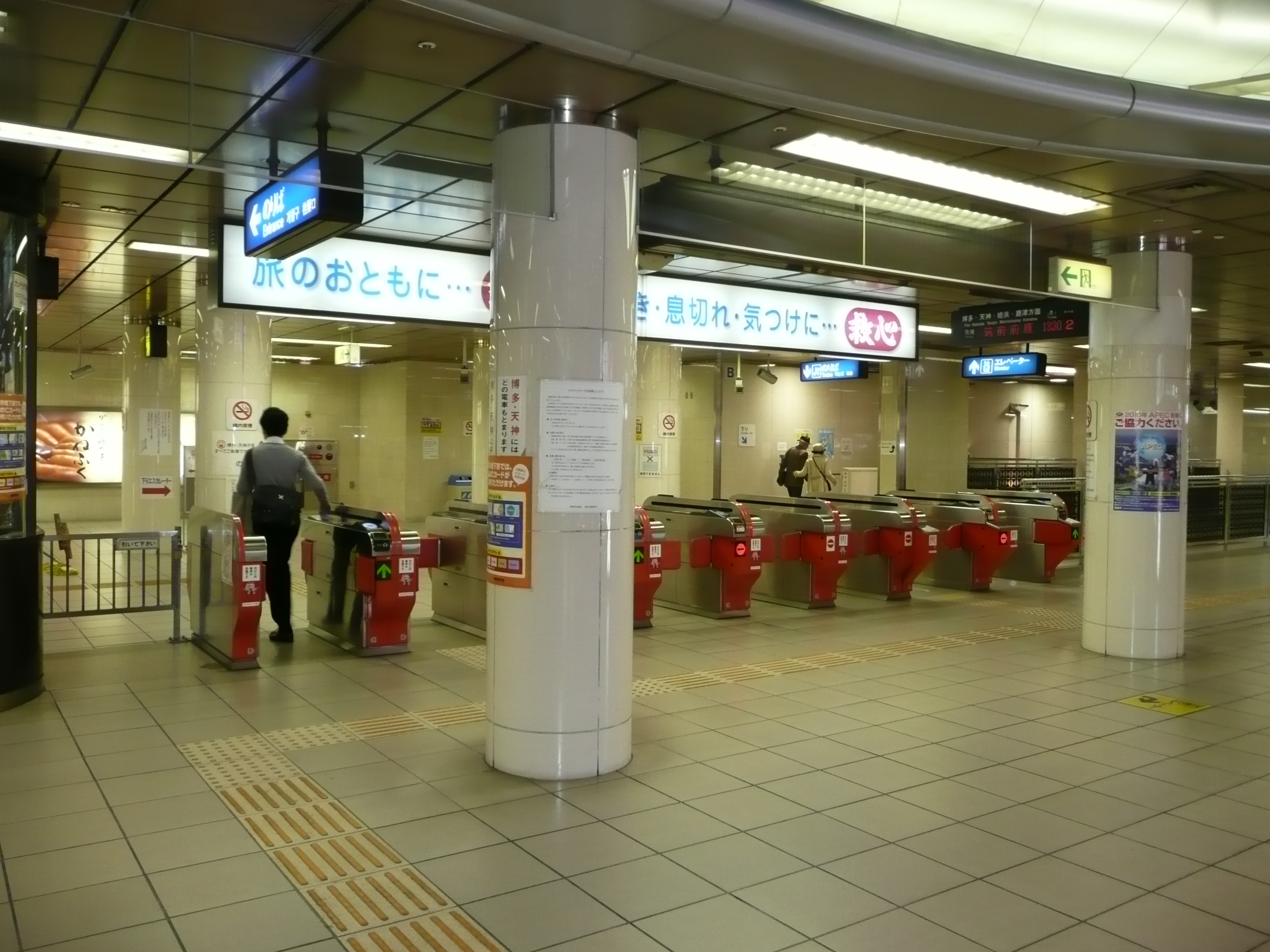
개찰구

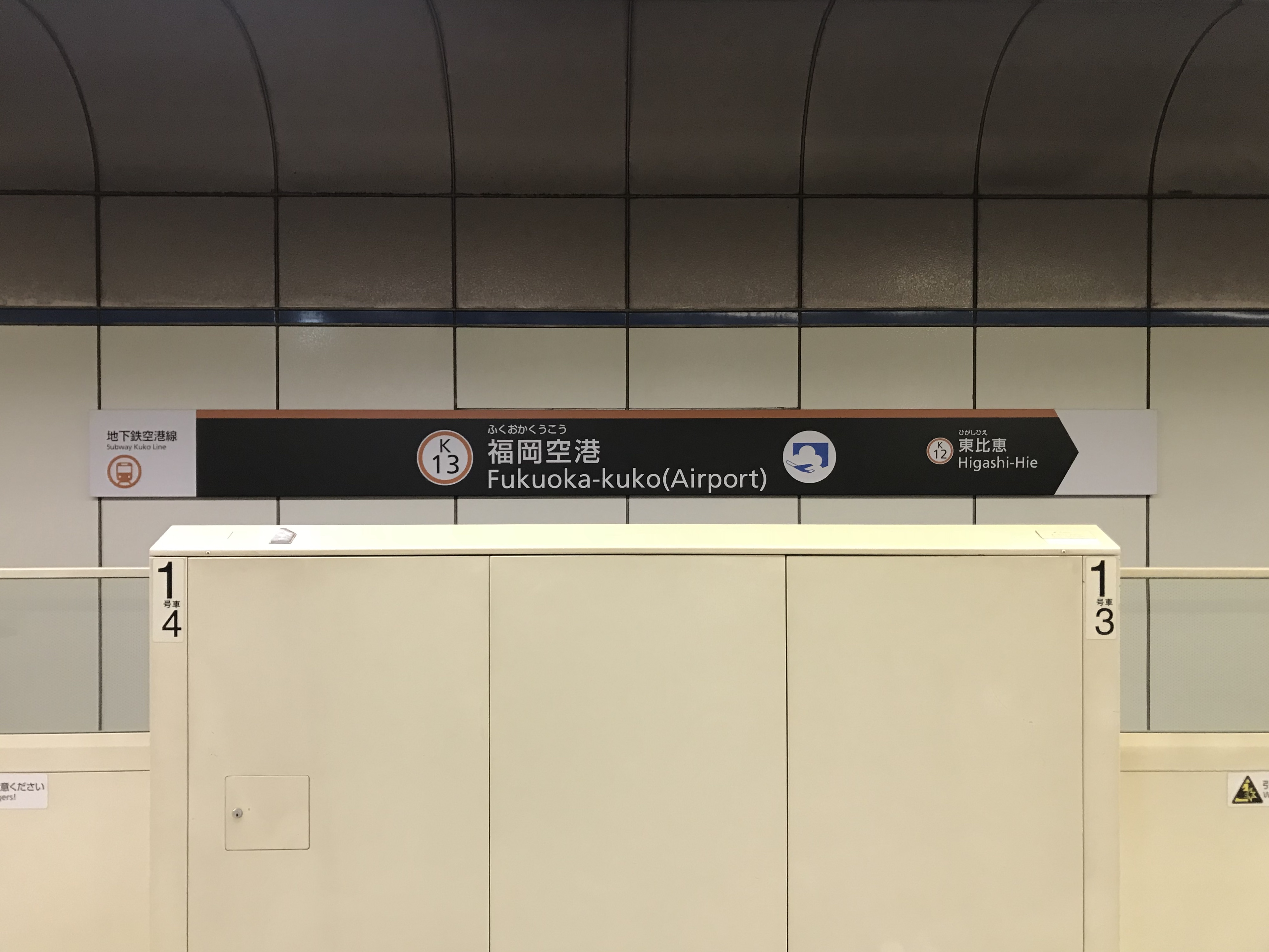
역명판

후쿠오카 공항역(일본어: 福岡空港駅:ふくおかくうこうえき 후쿠오카쿠코에키[*])은 일본 후쿠오카현 후쿠오카시 하카타구 오자이시모우스이에 있는 후쿠오카시 지하철 공항선의 역이다. 공항선의 종착역이며, 후쿠오카 공항의 지하에 있다. 역 번호는 K 13이다.
역의 심벌 마크(역명판 사진 참조)는 후쿠오카시 출신의 그래픽 디자이너인 니시지마 이사오가 디자인한 것으로, 공항과 하늘을 나는 비행기에서 따온 것이다.

## 역 구조
섬식 승강장 1면 2선을 가진 지하역으로, 스크린도어가 설치되어 있다. 승강장은 지하 2층에 있으며, 지하 1층에 콩코스가 있다. 보통은 2번 타는 곳을 사용하며, 1번 타는 곳은 열차 편수가 많은 러시아워(출퇴근 시간)에 사용된다.

### 타는 곳
| 타는곳 | 노선   | 행선                                  |
| ------ | ------ | ------------------------------------- |
| 1 • 2  | 공항선 | 하카타, 덴진, 메이노하마, 가라쓰 방면 |

### 출입구
- 1번 출구 - 남서쪽
- 2번 출구 - 북서쪽
- 3번 출구 - 남동쪽
- 4번 출구 - 동쪽

## 이용 상황
2017년의 1일 평균 승차 인원은 26,728명으로, 후쿠오카시 교통국의 역 중에서는 덴진 역, 하카타역에 이어 3위이다.
근년의 1일 평균 승차 인원의 추이는 아래와 같다.
| 연도   | 1일 평균 승차 인원 |
| ------ | ------------------ |
| 2001년 | 20,774             |
| 2002년 | 20,746             |
| 2003년 | 20,177             |
| 2004년 | 20,098             |
| 2005년 | 20,017             |
| 2006년 | 20,094             |
| 2007년 | 20,053             |
| 2008년 | 19,885             |
| 2009년 | 19,116             |
| 2010년 | 18,994             |
| 2011년 | 19,732             |
| 2012년 | 21,203             |
| 2013년 | 22,640             |
| 2014년 | 23,748             |
| 2015년 | 24,901             |
| 2016년 | 25,839             |
| 2017년 | 26,728             |

## 역 주변
후쿠오카 공항과 가장 가까운 역이며, 역 앞에는 우미 정, 시메 정 등 근교로의 일반 노선 버스도 발착하며, 공항 터미널 앞에는 고속버스도 발착한다.
- 후쿠오카 공항 제2 터미널 - 2번 출구가 터미널 건물 지하 1층으로 직결됨
- 후쿠오카 공항 제3 터미널(후쿠오카 입국 관리국) - 2번 출구에서 북쪽으로 약 300 m (980 ft)
- 후쿠오카 공항 국제선 터미널 - 2번 출구에서 무료 연락 버스 이용
- 후쿠오카 공항 경찰서 - 2번 출구에서 북쪽으로 약 300 m (980 ft)
- 후쿠오카시 동부 농업 협동조합 공항 앞 지점 - 4번 출구에서 동쪽으로 약 50 m (160 ft)
- 후쿠오카 시립 무시로다 초등학교 - 4번 출구에서 동쪽으로 약 700 m (2,300 ft)
- 히가시히라오 공원(하카타노모리) - 남동쪽으로 2.5 km (1.6 mi), 4번 출구에서 버스 이용

### 버스 정류장
- 후쿠오카 공항 제1 • 제2(福岡空港第1・第2) - 1번 출구 앞
  - 고속버스, 특급버스, 급행버스
- 후쿠오카 공항 앞(福岡空港前) - 3번 출구 앞
  - 하카타역, 시메, 스에 방면
- 후쿠오카 공항 앞(福岡空港前) - 4번 출구 앞
  - 가메노쿠마, 미나미후쿠오카역, 이온 몰 후쿠오카, 시메, 스에, 우미 방면
  - 이 정류장에서는 히가시히라오 공원 하카타노모리 구기장 "베스트 덴키 스타디움"에서 알피스 후쿠오카의 홈 게이트가 개최될 경우, 시합 개시 3시간 전부터 직행 셔틀버스가 운행된다.

## 역사
- 1993년 3월 3일: 하카타 ~ 당역 구간의 개통과 동시에 영업 개시.

## 기타
당역은 일본에서 유일무이하게 공항과 직결되는 지하철역이다. 도쿄 국제공항(하네다 공항), 나리타 국제공항(나리타 공항)도 도에이 지하철 아사쿠사 선 직통열차가 운행하기는 하지만, 이는 게이힌 급행 전철 공항선(하네다 공항)과 게이세이 전철 본선, 나리타 스카이 액세스(나리타 공항)와의 상호 직결 운행에 의한 것이기 때문에, 지하철역이 공항과 직결하는 것은 아니다.

## 인접역
| 후쿠오카시 교통국 지하철 공항선 | 후쿠오카시 교통국 지하철 공항선 | 후쿠오카시 교통국 지하철 공항선 |
| ------------------------------- | ------------------------------- | ------------------------------- |
| K12 히가시히에 메이노하마 방면  | 지하철 공항선                   | 시·종착역                       |